# Кладзани
Кладзани (словац. Kladzany) — село в Словаччині, Врановському окрузі Пряшівського краю. Розташоване в східній частині Словаччини в куті Східнословацької низовини  на березі Ондави.
Уперше згадується у 1391 році.
У селі є протестантський костел (1812) в стилі класицизму, перебудований у 1950 році.

## Населення
| Рік:            | 1993 | 2003    | 2013    | 2023    |
| --------------- | ---- | ------- | ------- | ------- |
| Кількість осіб: | 620  | 571     | 532     | 531     |
| Різниця:        |      | -7,90 % | -6,83 % | -0,18 % |

| Рік:            | 2022 | 2023    |
| --------------- | ---- | ------- |
| Кількість осіб: | 531  | 531     |
| Різниця:        |      | +1,42 % |

У селі проживає 527 осіб.
Національний склад населення (за даними перепису 2001 року):
- словаки — 99,16 %,
- русини — 0,34 %,
- угорці — 0,34 %,
- чехи — 0,17 %.

Склад населення за приналежністю до релігії станом на 2001 рік:
- протестанти — 75,00 %,
- римо-католики — 14,77 %,
- греко-католики — 2,35 %,
- не вважають себе вірянами або не належать до жодної конфесії — 2,52 %.